# (5283) Pyrrhus
(5283) Pyrrhus (1989 BW) – planetoida z grupy trojańczyków okrążająca Słońce w ciągu 11,88 lat w średniej odległości 5,2 j.a. Odkryta 31 stycznia 1989 roku.